# Bandland
Bandland är ett äldre ytmått för mark som motsvarar 12,69 kvadratmeter.
Måttet användes tidigare i Dalarna, där ett bandland var 36 kvadratalnar. Måttet kallades även band eller kärve, då ett bandland ansågs kunna leverera en skörd av ett "band", det vill säga en kärve.
Ett bandland är en yta om 6 gånger 6 alnar. En svensk aln fram till metersystemets införande i slutet av 1800-talet motsvarade 2 fot, där 1 svensk fot var 0,2969 m och således 1 aln = 0,5938 m.
Med denna definition blir ett bandland 6*6*0,59382 = 12,69 kvadratmeter, eller 144 kvadratfot.
Ett annat ytmått från denna tid och trakt är snesland, där 1 snesland = 10 bandland = 126,9 kvadratmeter, eller 1440 kvadratfot.